# Attrazione turistica

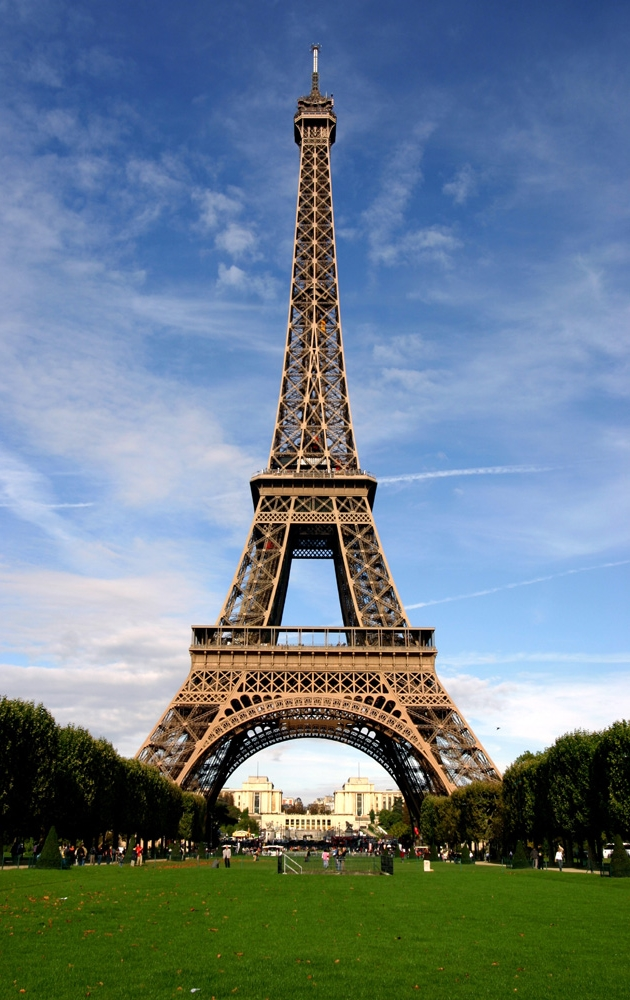
La Tour Eiffel di Parigi, in Francia, è una delle più popolari attrazioni turistiche al mondo. Circa 7000000 sono i visitatori che ogni anno le fanno visita.

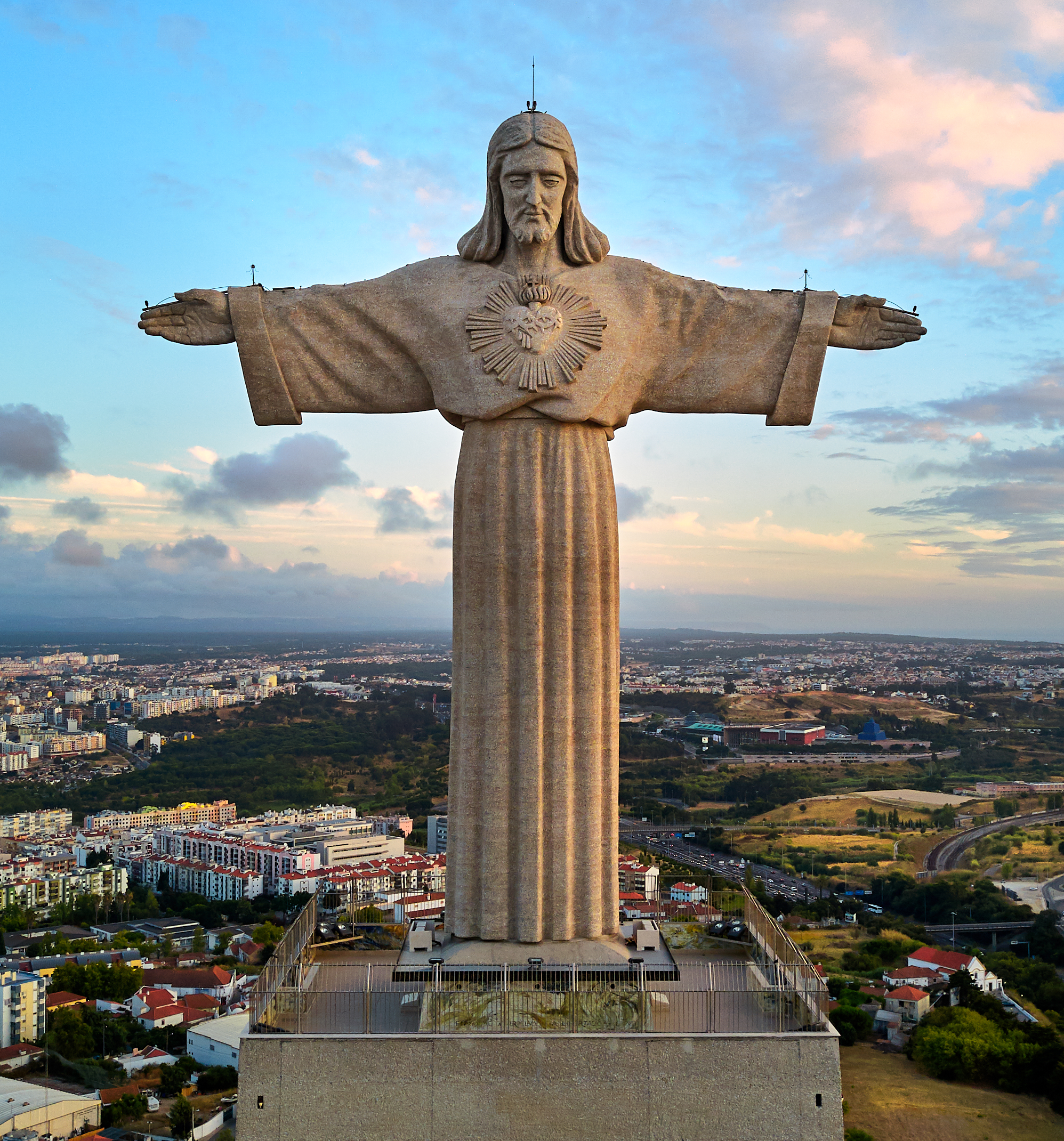
La Statua del Cristo Re di Almada, Portogallo, è divenuta una popolare attrazione turistica europea.

Una attrazione turistica è un luogo di interesse turistico, in particolare per il suo valore culturale, per il suo significato storico, per la bellezza naturale o artificiale, per il servizio offerto, per fini di avventura o divertimento.

## Tipologie

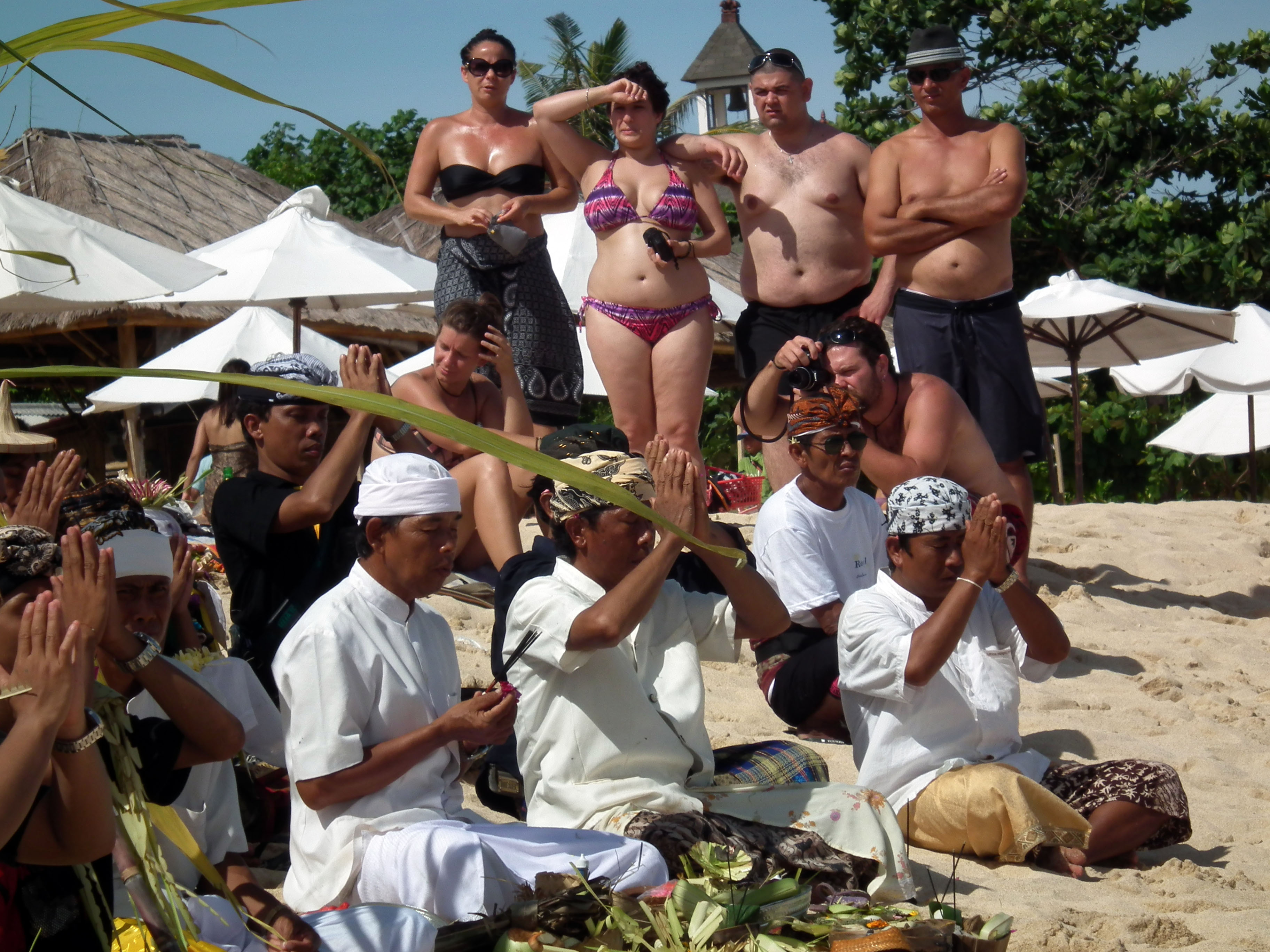
Le spiagge tropicali della cultura balinese sono la principale attrazione turistica dell'isola oltre ai rituali melasti che qui si tengono in riva al mare.

Bellezze naturali come spiagge, resort tropicali con barriere coralline, percorsi escursionistici e accampamenti in parchi nazionali, montagne, deserti e foreste, sono alcuni esempi di attrazioni turistiche per i periodi di vacanza. Altri esempi di attrazioni turistiche sono i luoghi storici come monumenti, antichi templi, zoo, acquari, musei e gallerie d'arte, giardini botanici, costruzioni e strutture (ad esempio castelli, biblioteche, ex prigioni, grattacieli, ponti), parchi tematici e carnevali e persino eventi culturali. Le attrazioni turistiche di archeologia industriale sono ad esempio ex fabbriche od oggetti di nicchie culturali come treni o automobili.
Delle attrazioni turistiche si sono create anche in luoghi dove si suppone siano avvenuti degli avvistamenti di UFO come nel caso della cittadina di Roswell nel Nuovo Messico o il luogo della supposta residenza del mostro di Loch Ness in Scozia. Anche gli avvistamenti di fantasmi o spiriti caratterizzano alcuni luoghi di attrazione turistica.
Delle comunità etniche possono divenire delle attrazioni turistiche come nel caso delle Chinatown negli Stati Uniti o il sobborgo di Brixton a Londra, in Inghilterra.
Negli Stati Uniti soprattutto, ma così in molte altre parti del mondo, spesso nei luoghi di attrazione turistica si sono sviluppati dei negozi di oggetti collegati a queste attrazioni che spesso segnalano la presenza di luoghi interessanti da vedere anche con cartelli o indicazioni (specialmente se si trovano in luoghi remoti). Solitamente le varie attrazioni turistiche provvedono delle brochures promozionali con indirizzi di fast food, ristoranti, hotel e motel oltre che aree di sosta per automobilisti o camperisti.
Alcune attrazioni turistiche lasciano nelle menti dei visitatori ricordi di esperienze indimenticabili, con biglietti d'ingresso regolari o addirittura con accesso gratuito, mentre altre attrazioni possono presentarsi al di sotto delle aspettative dei turisti o con prezzi troppo elevati per ciò che poi effettivamente si va a visitare. Tali luoghi sono comunemente definiti come "trappola per i turisti".
Le città turistiche spesso mettono a disposizione dei turisti trasporti specifici come bus o traghetti, come nel caso dei celebri city sightseeing inglesi.

## Destinazioni turistiche
Non vi è attualmente una unanime definizione del termine "destinazione turistica". Dal punto di vista dell'industria del turismo una destinazione è spesso definita da precisi confini geo-politici e da accordi coi vari governi e con le disponibilità del territorio. Dalla prospettiva del turista, la destinazione può essere percepita in maniera differente.
Una destinazione turistica è una città, un villaggio o un'area; ancora più precisamente essa è "un paese, uno stato, una regione, una città che si distingue come un luogo che i turisti intendono solitamente visitare o per il quale vi è un manifesto interesse". Un luogo può contenere anche più attrazioni turistiche contemporaneamente. Fatima, in Portogallo, è ad esempio una delle principali destinazioni turistiche della nazione. Il villaggio di Siem Reap è una destinazione turistica tra le più popolari in Cambogia, in particolare per il fatto di trovarsi particolarmente vicino ai templi di Angkor.
Dei resort su un'isola o un arcipelago possono essere delle destinazioni turistiche come nel caso delle Bahamas nell'arcipelago dei Caraibi, Bali in Indonesia, Phuket in Thailandia, le Hawaii negli Stati Uniti, Palawan nelle Filippine, le Figi nel Pacifico, l'Isola di Vamizi, Santorini e Ibiza nel Mediterraneo.

## Impatto economico
L'industria del turismo genera un sostanziale beneficio economico sia alle città che ospitano delle attrazioni sia ai loro abitanti. In particolare, lo sviluppo di certi paesi, è uno dei punti trainanti per l'implementazione del turismo ed il miglioramento delle condizioni economiche locali. Secondo l'Organizzazione mondiale del turismo, 698 milioni di persone hanno viaggiato in una località estera nel 2000, spendendo più di 478 miliardi di dollari, ponendo quindi tale industria addirittura sopra quella delle automobili, chimica, del petrolio e del cibo.
Le attrazioni turistiche possono:
- Contribuire alle entrate di un governo in maniera diretta o indiretta (tramite tasse di soggiorno apposite oppure tramite il business connesso al turismo).
- Provvedere posti di lavoro.
- Stimolare gli investimenti in infrastrutture.
- Contribuire all'economia locale.
- Provvedere uno scambio con l'estero.

## Esempi di attrazioni turistiche
Alcuni esempi di attrazioni turistiche sono:
- Foreste, parchi nazionali e riserve di flora e fauna.
- Comunità etniche.
- Costruzioni e strutture (ex prigioni, biblioteche, castelli, ponti, grattacieli, ecc.) e luoghi storici.
- Eventi culturali e sportivi.
- Gallerie d'arte e musei.
- Giardini botanici e zoo.
- Monumenti.
- Parchi tematici.
- Belvedere.